# チャールズ・L・ハーネス
チャールズ・レナード・ハーネス（Charles Leonard Harness、1915年12月29日 - 2005年9月20日）は、アメリカ合衆国のSF作家。ワイドスクリーン・バロックの作家として評価が高い。

## 経歴
テキサス州コロラド郡に生まれ、兄の影響で子供の頃からSFやファンタジーを愛読し、化学実験やラジオ製作にも熱中した。コネチカット州で弁理士業に就く。
1948年に『アスタウンディング』誌に「時間の罠 (Time Trap)」が掲載され作家デビュー。いくつかのSF雑誌に十数編の中短編を発表し、1949年に中長編 Flight into Yesterday を『スタートリング・ストーリーズ』誌に発表（1953年に書籍化）する。この作品について自身はA・E・ヴァン・ヴォークトの影響について「A.E.ヴァン・ヴォートへのトリビュートになるはずだった。」「どれもアクション、謎、サスペンス、超人性があふれている。彼の世界が、多次元の明晰さをともなって読者の眼前に展開する」と述べているが、当時の評判は時代錯誤の冒険活劇といったものだった。
1953年に書いた中編The Roseはアメリカでは買い手が付かず、イギリスの『オーセンティック』誌に掲載されたが、以後作家活動を中断、本業の弁理士に専念する。1955年にFlight into Yesterdayが『パラドックス・メン』に改題されてエース・ダブルとして刊行され、デーモン・ナイトからは高い評価を得るが、それ以上は評判になはらなかった。
1964年にブライアン・オールディスが『パラドックス・メン』を再評価してイギリスで再出版し、SF史論『十億年の宴』（1973年）では、この作品のスケールの大きな舞台、想像力に溢れ複雑なプロットに対して「（SFの）十億年の宴のクライマックス」と評し、ハーネスのような作品を「ワイドスクリーン・バロック」と命名した。またマイケル・ムアコックは、1953年のThe Rose の象徴性、観念性を高く評価し、1966年に自身の編集する『ニュー・ワールズ』誌から他の短編2編と合わせて単行本として出版。
1965年に再度執筆を開始し、いくつかの中短編と、長編 The Ring of Ritornel を執筆。しばらく休筆の後、1974年から執筆を再開、1977年に本業を退職し執筆に専念。1977年に『ウルフヘッド (Wolfhead)』を発表。1984年にジョージ・ゼブロウスキーによる『現代SFの古典』全10巻の1冊として『パラドックス・メン』が加筆されて刊行。1999年には、『パラドックス・メン』、The Ring of Ritornel、Firebird、Drunkard's Endgame（新作）の長編4作の合本Ringsが刊行された。

### 受賞等
- 1966年 The Alchemist ヒューゴー賞 中長編小説部門、ネビュラ賞 中長編小説部門ノミネート
- 1966年 An Ornament to His Profession ヒューゴー賞 中編小説部門、ネビュラ賞 中編小説部門ノミネート
- 1969年 Probable Cause ネビュラ賞 中編小説部門ノミネート
- 1985年 Summer Solstice ヒューゴー賞 中編小説部門ノミネート
- 2004年 The Rose レトロ・ヒューゴー賞ノミネート

## 作品

### 長編
- 『パラドックス・メン』Flight into Yesterday  1953年（改題The Paradox Men 1955年）（中村融訳、竹書房文庫） 2019年
- The Rose 1966年（中編「現実創造」The New Real、短編The ChessPlayersを併載）
- The Ring of Ritornel  1968年
- 『ウルフヘッド』Wolfhead 1978年（秦新二訳、サンリオSF文庫 23-A） 1979年
- The Catalyst  1980年
- Firebird 1981年
- The Venetian Court 1982年
- Redworld 1986年
- Krono 1988年
- Lurid Dreams 1990年
- Lunar Justice 1991年
- Drunkard's Endgame 1999年
- Cybele, With Bluebonnets 2002年

### 中短編（日本語訳のあるもの）
- 「現実創造」The New Reality
川村哲郎訳、『S-Fマガジン』1964年7月号
中上守訳、『S-Fマガジン』1990年10月号
中村融訳、『20世紀SF1 1940年代 星ねずみ』河出文庫、2000年11月 ISBN 4-309-46202-2
- 「時間の罠」Time Trap
浅倉久志訳、『時間SFコレクション タイム・トラベラー』新潮文庫、1987年1月 ISBN 4-10-223601-5
- 「時の娘」Child by Chronos
浅倉久志訳、『S-Fマガジン』1968年9月号
浅倉久志訳、『時の娘 - ロマンティック時間SF傑作選』創元推理文庫、2009年10月 ISBN 978-4-488-71503-8